# Veronica Antonelli
 (décembre 2024).
Pour les articles homonymes, voir Antonelli.
Veronica Antonelli, née le 11 août 1974 à Toulouse, est une chanteuse lyrique franco-italienne, de tessiture soprano.

## Biographie

### Enfance et formation
Veronica Antonelli suit une formation au conservatoire de Toulouse.
En 2005, après deux expériences dans le patrimoine, le duomo à Syracuse et à Sedona puis dans les canyons d'Arizona, elle conçoit le projet Monuments Enchantés qu'elle concrétisera en 2010.

### Carrière
Veronica Antonelli est connue pour avoir mis au point le concept de Monuments Enchantés. Il valorise les lieux patrimoniaux par la musique et en particulier, par le chant a cappella.
Lauréate du grand prix Musique 2011 décerné par l'Académie du Languedoc pour ce concept déposé (SACD et INPI), elle développe en 2012 le concept Montgolfière Enchantée, en proposant des prestations lyriques dans des montgolfières, en France et à l'étranger.
En 2013, le projet Montmartre Enchanté  est la visite de Montmartre, commentée et chantée. Il est porté par l'association La Touche Enchantée. Agoraphobe, elle trace son parcours loin des touristes, passant par des chemins confidentiels, depuis la place des Abbesses jusqu'au Sacré-Cœur,,,. C'est une déambulation lyrique originale dans Montmartre, prétexte à un concert itinérant, de site en site, à la recherche d'une acoustique satisfaisante, tout en transmettant l'histoire et les anecdotes des artistes, poètes et écrivains qui ont contribué au rayonnement de Montmartre. 
En 2013, elle investit le Tarn avec Gabarre Enchantée, puis la Garonne avec Garonne Enchantée.

Artiste peintre et plasticienne, Veronica Antonelli insère dans ses sculptures des objets recyclés, du mastic de carrosserie, des tissus, de la cire fondue et des feuilles d'or.

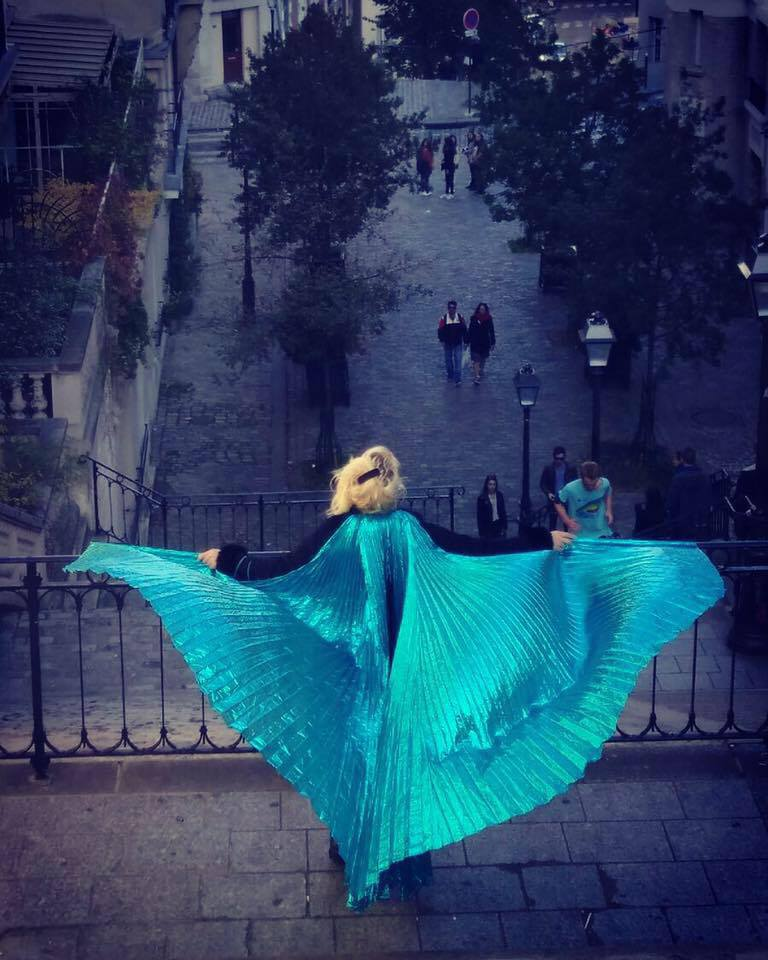
Veronica Antonelli

En 2016, à Montmartre, elle crée, pour ses visites chantées inédites, un personnage à mi-chemin entre une fée et une déesse, vêtu d'une robe sirène et des ailes majestueuses, qui offre des figures éphémères évoquant un papillon ou un colibri. Ce personnage crée sa « danse de la liberté » en jouant avec le vent et le gonflement des « ailes d'Isis ».
Le 10 août 2017, Veronica Antonelli participe à une exposition sur les Amazones et est sélectionnée pour être à l'affiche de l'exposition du même nom.
En 2019, elle crée avec l'office de tourisme de Chartres les événements de Chartres en Lumières enchantées. Elle présente au public des danses avec des ailes lumineuses, et la privatisation de la crypte de la cathédrale Notre-Dame de Chartres. 
La même année, elle devient membre de la SACD avec un spectacle qu'elle écrit, One lyrico show. Il évoque l'immigration italienne, la transmission familiale et la place de la musique,.
Elle chante dans l'église Saint Roch à Paris pour les funérailles de Rémy Julienne,.
En 2021, Veronica Antonelli écrit des chroniques sociétales avec des extraits de musique, intitulées La Chronique parfois lyrique de Veronica. Celle qui concerne les violences faites aux femmes et aux enfants a été sélectionnée par l'EFHCA (Égalité femmes-hommes et citoyenneté en actions).
En 2022, elle écrit Noël à Montmartre Enchanté : conte de Noël joué dans le patrimoine de Montmartre en chantant des chansons populaires et des chansons traditionnelles de Noël. Veronica Antonelli y propose une visite contée et chantée pour réunir grands et petits et retrouver l'esprit de Noël.
Le projet Montmartre Enchanté fête ses dix ans, en 2023. 
Elle conçoit et anime l'émission Camaïeu de femmes pour promouvoir les actions des femmes dans la société.
Elle produit en mars 2023, sous son label, l'album de chansons françaises intitulé Le Paris de Veronica, qu'elle présente en concert à Chengdu en Chine en mars 2024.

En 2024, Veronica Antonelli rédige deux guides multimédia interactifs sur le parcours inédit de Montmartre Enchanté, un en français, et un en anglais.

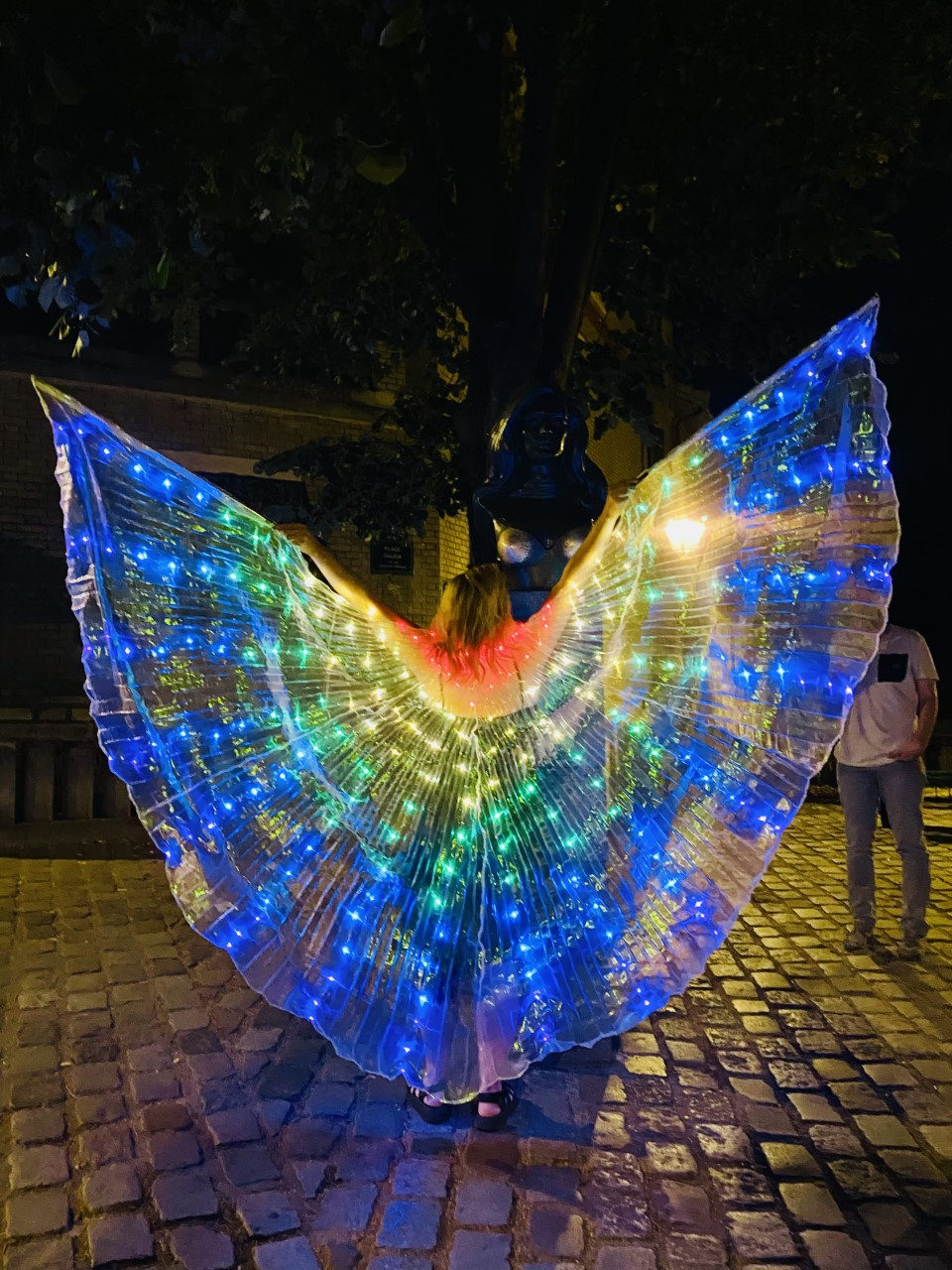
Veronica Antonelli Montmartre en lumières, Montmartre de nuit by night

## Distinctions
- Prix Handiculture de la médiation 2013 ;
- Prix Ecureuil et solidarité 2014, Prix de la Fondation de France 2014 ;
- Conférencière pour la World Humanities conference en 2017 en Belgique où elle présente l'ensemble de ses concepts innovants ; 
- En 2019, elle obtient pour l'ensemble de ses concepts le soutien mondial de l'UNESCO en 2019 ;